# Persone uccise per violenza politica (1983)
Di seguito viene riportata una sintetica cronologia delle vittime provocate per violenza politica in Italia nel 1983.

## Vittime del 1983
| Data         | Nome comune                   | Località | Responsabili                                                                    | Vittime                                  | Note |
| ------------ | ----------------------------- | -------- | ------------------------------------------------------------------------------- | ---------------------------------------- | --- |
| 28 gennaio   | Omicidio di Germana Stefanini | Roma     | Francesco Donati, Barbara Fabrizi e Carlo Garavaglia (Potere Proletario Armato) | Germana Stefanini (agente penitenziario) | I tre terroristi sono stati condannati anche per il ferimento di Giuseppina Galfo (medico del carcere di Rebibbia), per alcune rapine e per l'assalto alla caserma dell'aeronautica di Castel di Decima. |
| 9 febbraio   | Omicidio di Paolo Di Nella    | Roma     | Militanti di estrema sinistra                                                   | Paolo Di Nella (FdG)                     | Aggredito la sera del 2 febbraio mentre affiggeva manifesti, è morto dopo una settimana di coma. Corrado Quarra venne riconosciuto come uno dei suoi aggressori dalla ragazza che accompagnava di Nella e assistette all'omicidio. Tuttavia le indagini non hanno mai accertato i nomi degli esecutori materiali. |
| 17 settembre | Uccisione di Gaetano Sava     | Milano   | Forze dell'ordine                                                               | Gaetano Sava (COLP)                      | Ucciso nel corso di una sparatoria. |